# Al Hala SC
Al Hala Sports Club (arab. نادي الحالة الرياضي) – bahrajński klub piłkarski mający siedzibę w Halat Bu Maher w mieście Al-Muharrak. Obecnie występuje na najwyższym poziomie rozgrywkowym w Bahrajnie – Bahraini Premier League.

## Historia
Klub został założony w 1955 roku w mieście Al-Muharrak pod nazwą Al Eshterak Sports Club. W 1958 jego nazwa została zmieniona na Al Hala Sports Club. W 1973 został połączony z klubem Al Jazeera Sports Club, zachowując swoją nazwę.

## Sukcesy
- Bahraini Premier League

Mistrzostwo (1×): 1978/79
- Bahraini Second Division

Mistrzostwo (1×): 1978/79
- Puchar Króla Bahrajnu

Zdobywca (3×): 1976, 1980, 1981
Finalista (2×): 1999, 2007

## Obecny skład
Stan na 19 sierpnia 2020
| Nr | Poz. | Piłkarz                 |
| -- | ---- | ----------------------- |
| ?  | BR   | Hamad Al Doseri         |
| ?  | BR   | Iyad Nasser             |
| ?  | OB   | Issa Abd Al Jalil       |
| ?  | OB   | Hamad Abdallah          |
| ?  | OB   | Samuel Araújo           |
| ?  | OB   | Ebrahim Al Miszkhas     |
| ?  | OB   | Rakan Muflih Al Rawajaa |
| ?  | OB   | Sayed Hussain Radhi     |
| ?  | OB   | Sultan Thani            |
| ?  | PO   | Ammar Abd Al Hussain    |
| ?  | PO   | Jebriel Abd Al Raheem   |
| ?  | PO   | Mahmoud Al Haiki        |
| ?  | PO   | Faisal Al Sadoon        |
| ?  | PO   | Izzatbek Ganiev         |
| ?  | PO   | Hussain Haji            |

| Nr | Poz. | Piłkarz               |
| -- | ---- | --------------------- |
| ?  | PO   | Mohamed Al Naar       |
| ?  | PO   | João Luiz             |
| ?  | PO   | Mubarak Salem         |
| ?  | NA   | Hussain Abd Al Jaleel |
| ?  | NA   | Ahmed Al Muhaizaa     |
| ?  | NA   | Abbas Al Sari         |
| ?  | NA   | Rashid Al Sharouki    |
| ?  | NA   | Ibrahima Diop         |
| ?  | NA   | Mohammad Foad         |
| ?  | NA   | Ahmed Rashed Hasan    |
| ?  | NA   | Rodrego Uder          |
| ?  | NA   | Yousef Yacoub         |
| ?  | NA   | Yousif Zowaid         |
| ?  | NA   | Khalid Zwaid          |